# Två lika är ett
"Två lika är ett" är en sång från 1986 skriven av Pugh Rogefeldt. Den finns med på hans album Pugh Rogefeldt, men utgavs även som singel samma år.

## Låtlista
Alla låtar är skrivna av Pugh Rogefeldt.
1. "Två lika är ett" – 2:55
2. "Du" – 4:52

### Fotnoter
1. 1 2  ”"Två lika är ett"”. Svensk mediedatabas. http://smdb.kb.se/catalog/search?q=pugh+rogefeldt+tv%C3%A5+lika+%C3%A4r+ett&sort=OLDEST. Läst 19 januari 2013.